# Camptochaeta jeskei
Camptochaeta jeskei är en tvåvingeart som först beskrevs av Werner Mohrig och Roschmann 1993.  Camptochaeta jeskei ingår i släktet Camptochaeta och familjen sorgmyggor.
Artens utbredningsområde är Marocko. Inga underarter finns listade i Catalogue of Life.